# Bartolomeo Marchionni
Bartolomeo Marchionni (* wahrscheinlich 1449; † 1523 oder später) war ein florentinischer Kaufmann, der zu Beginn der portugiesischen Expansion in Lissabon tätig war. Er war wesentlich am beginnenden Sklavenhandel mit Schwarzafrikanern und an den portugiesischen Indien-Flotten beteiligt.
Vermutlich ist Marchionni 1449 in Florenz geboren. 1470 ging er im Auftrag der Bank Cambini nach Portugal, wo er nach der Pleite der Bank selbst kaufmännisch tätig wurde. Marchionni investierte in die atlantischen Unternehmungen der Portugiesen und vermarktete in Kooperation mit anderen florentinischen Handelshäusern ein breites Warenangebot, z. B. Zucker von Madeira oder Pfeffer, und war im Wechselgeschäft tätig.
Seit 1475 genossen er und seine Partner den Schutz der portugiesischen Krone, fünf Jahre später erhielt er sogar die portugiesische Staatsbürgerschaft. Er eröffnete den Handel mit westafrikanischen Sklaven und verkaufte diese zunächst in Spanien, später in ganz Europa. Er beteiligte sich mit von ihm finanzierten Schiffen an den portugiesischen Indien-Flotten.
Ab 1523 verlieren sich seine Spuren.